# Kościół Świętego Krzyża w Nykøbing Falster
Kościół Świętego Krzyża w Nykøbing Falster (dun. Hellig Kors Kirke) – katolicki kościół parafialny zlokalizowany w duńskim mieście Nykøbing na wyspie Falster (Zelandia). Obiekt znajduje się w pobliżu dworca kolejowego i cukrowni, przy Bispegade. 

## Historia
W Nykøbing parafia katolicka powstała około 1910, przy czym stałą siedzibę uzyskała dopiero w 1913 w Jernbanehotellet, późniejszym Hotelu "Baltic". Nabożeństwa niedzielne odbywały się na terenie cukrowni, a w dni powszednie w dwóch małych salach przy Frisegade. Z tego powodu parafia poszukiwała odpowiedniego budynku z miejscem zarówno na świątynię, jak i na plebanię. W 1915 wynajęto budynek należący do loży wolnomularskiej i przy pomocy finansowej cukrowni zaadaptowano go na salę modlitwy, jednak po krótkim czasie właściciel sprzedał ten budynek. Wtedy katolicy znów pozostali bez kościoła. Proboszcz, franciszkanin, ojciec Salvador Janssen postanowił wówczas zbudować kościół parafialny. W tym celu zakupił działkę przy Bispegade. Przy pomocy nieoprocentowanej pożyczki z cukrowni, pożyczki od mistrza murarskiego Larsena i pożyczki diecezjalnej, kościół miał zostać wzniesiony za 23.000 koron.  
19 maja 1916 położono kamień węgielny. Do czasu ukończenia budowy w msze nadal odbywały się w cukrowni, w pomieszczeniu, w którym oczyszczano puste worki.  
Konsekracja świątyni odbyła się 17 września 1916. Została ona wzniesiona przez pomocy polskich franciszkanów, głównie dla licznej tu społeczności polskich robotników sezonowych pracujących w rolnictwie i cukrowni, z których część osiadła potem w rejonie miasta na stałe. W 1926 dobudowano wieżę i dwie boczne kaplice, a w 1951 przeprowadzono przebudowę obiektu. Posadowiono wtedy nowy ołtarz główny, położono nową posadzkę i zainstalowano systemem grzewczy. Odnowiono też dekorację, umieszczając krucyfiks nad głównym ołtarzem. Dwie figury (Matka Boża i św. Jan), zostały wykonane przez rzeźbiarza Stuflessera z Południowego Tyrolu. W 1960 kościół otrzymał zegar wieżowy. 
W kościele odprawiane są nadal nabożeństwa po polsku, ponieważ wyspa nadal stanowi jedno z największych skupisk Polonii w Danii.